# Иван Константинов (революционер)
Вижте пояснителната страница за други личности с името Иван Константинов.
Иван Костадинов Калчев, известен също като Иван Константинов, е български политик и профсъюзен деец.
Делегат е на III конгрес на Комунистическия интернационал и на I конгрес на Червения интернационал на профсъюзите. Загива с други делегати при нещастен случай, погребан е край Кремъл на Червения площад в Москва.

## Биография
Роден в бедно семейство, той от млад работи в железопътното строителство. Встъпва през 1906 година в Българската работническа социалдемократическа партия (тесни социалисти), преименувана на Българска комунистическа партия през 1919 г.
Работи в Южна Русия като градинар. Връща се в България и отива да работи в мините на Перник. Избран е за член на Централния съвет на профсъюза на миньорите.
На съдебен процес (1919) над 7 ръководители на стачката на пернишките въглекопачи прокурорът иска за него смъртно наказание. В резултат от гневните демонстрации на работниците го осъждат условно.
В началото на 1920 година е ръководител на стачката на миньорите в подкрепа на транспортните работници, отказали да превозват оръжие за белогвардейските войски на Деникин. Стачката продължава 2 месеца. За нейното ръководство Константинов е осъден на 2 години затвор.
През лятото на 1921 г. Константинов пристига в Москва като делегат на III конгрес на Комунистическия интернационал от Българската комунистическа партия и като делегат на I конгрес на Профсъюзния интернационал от Общия работнически синдикален съюз в България.
В статия за съветския вестник „Миньор“ („Горняк“), публикувана след смъртта му, Константинов пише, че българските въглекопачи „няма да се спрат пред нищо, за да окажат на руската революция своята пролетарска помощ и да скъсат веригата на собственото робство“.
Загива при изпитание на аеровагон, връщайки се от Тула в Москва, заедно с други видни комунисти от Съветска Русия и от чужбина. Погребан е на Червения площад в Москва в братска могила край стената на Кремъл.
В чест на И. Константинов са наименувани улица и училище в Перник.